# 松栄立也
松栄立也（まつえ たつや、1964年7月28日 - ）は、日本の実業家。株式会社DGホールディングス相談役である。

## 経歴
石川県金沢市生まれ。明治大学商学部卒業。
新卒で今村証券株式会社に入社。のち、プルデンシャル生命保険や株式会社創樹社に勤務。その後、ネット配信事業への参入を検討していたDMMグループ創業者亀山敬司から依頼された税理士の仲介で、1998年、ITの責任者としてDMMグループの株式会社ケー・シーに入社し、DMM.comの前身となるインターネット配信サイトの立ち上げに携わる。2002年に株式会社ケー・シーを退職し、オーナーの亀山敬司会長により株式会社デジタルメディアマートの代表取締役社長に任命される。その後、事業は拡大し、DMM.com証券、DMM.comラボ（旧ドーガ）等が創立され、最近では角川書店との協力によるブラウザゲーム「艦隊これくしょん」の大ヒットや、まだ無名だったころのAKB48の劇場公演の配信など、FX事業、太陽光発電事業、3Dプリンターなど、DMMグループはさまざまな分野に進出している。
2017年2月に株式会社DMMホールディングス（現・DGホールディングス）代表取締役社長に就任。